# Ceylonsporrgök
Ceylonsporrgök (Centropus chlororhynchos) är en hotad fågel i familjen gökar som enbart förekommer på Sri Lanka.

## Utseende och läten
Ceylonsporrgöken är en medelstor till stor (43 cm) sporrgök med svart huvud, kropp och stjärt och rödbruna vingar. Näbben är grön, men kan verka elfenbensfärgad. Liknande orientsporrgök har svart näbb och uppvisar större kontrast mellan vingar och kropp. Lätet är ett sorgesamt "hooo-poop" eller "hooo-poo-poop".

## Utbredning och status
Fågeln förekommer lokalt i fuktzonen på sydvästra Sri Lanka. Den behandlas som monotypisk, det vill säga att den inte delas in i några underarter.

## Status och hot
Ceylonsporrgöken har ett litet och fragmenterat utbredningsområde och en världspopulation som understiger 10.000 häckande individer. Den tros dessutom minska i antal till följd av habitatförlust. Internationella naturvårdsunionen IUCN kategoriserar den därför som sårbar.